# Rikarda
Kraljica Italije, Burgundije, Bavarske, Francuske i Istočne Franačke te carica Svetog Rimskog Carstva Rikarda (njemački Richardis, francuski Richarde de Souabe; Elzas, o. 840. – 18. rujna 894./896.) bila je jedina zakonita supruga cara i kralja Karla III. Debelog, za kojeg se udala 862. Svetica je u katoličanstvu.
Njezin je otac bio grof Erchanger od Nordgaua.

## Život
Carica Rikarda je u Rimu okrunjena 881. od strane pape Ivana VIII. Svom mužu nije rodila djecu.
Nakon što je Karlo počeo pokazivati da boluje od nekog psihičkog poremećaja, Rikarda je bezuspješno pokušavala vladati umjesto njega. Međutim, Karlo je optužio Rikardu da je spavala s biskupom Liutwardom. Karlo je čak počeo tvrditi da njegov brak s Rikardom nije ni konzumiran te je tražio poništenje braka.
Carica je potom morala proći "Božji sud" vatre, što joj je pošlo za rukom. Nakon toga se povukla u opatiju Andlau. Njezina nećakinja Rotroda tamo je bila časna sestra.

## Svetica
Rikardu je kanonizirao papa Lav IX. 1049.